# Håndbold under sommer-OL 1936
Håndbold under sommer-OL 1936 var første gang at denne sport var på de olympiske program. Der var seks hold der deltog.
De seks hold blev delt i to grupper af hver tre. Hvert hold spillede mod de to andre i gruppen en gang. De to bedste hold i hevr gruppe gik videre til finalerunden, mens de tredje-rangerede hold spillede mod hinanden om femte- og sjettepladsen.
I finalerunden, spillede hvert hold mod de andre tre hold en gang. De endelige placeringer var baseret på holdenes resultater i de tre kampe.

## Medaljevindere
| Guld | Sølv | Bronze |
| --- | --- | --- |
| Tyskland | Østrig | Schweiz |
| Willy Bandholz Wilhelm Baumann Helmut Berthold Helmut Braselmann Wilhelm Brinkmann Georg Dascher Kurt Dossin Fritz Fromm Hermann Hansen Erich Herrmann Heinrich Keimig Hans Keiter Alfred Klingler Arthur Knautz Heinz Körvers Karl Kreutzberg Wilhelm Müller Günther Ortmann Edgar Reinhardt Fritz Spengler Rudolf Stahl Hans Theilig | Franz Bartl Franz Berghammer Franz Bistricky Franz Brunner Johann Houschka Emil Juracka Ferdinand Kiefler Josef Krejci Otto Licha Friedrich Maurer Anton Perwein Siegfried Powolny Siegfried Purner Walter Reisp Alfred Schmalzer Alois Schnabel Ludwig Schuberth Johann Tauscher Jaroslav Volak Leopold Wohlrab Friedrich Wurmböck Johann Zehetner | Max Blösch Rolf Fäs Burkhard Gantenbein Willy Gysi Erland Herkenrath Ernst Hufschmid Willy Hufschmid Werner Meyer Georg Mischon Willy Schäfer Werner Scheurmann Edy Schmid Erich Schmitt Eugen Seiterle Max Streib Robert Studer Rudolf Wirz |

## Resultater

### Indledende runde

#### Gruppe A
| Hold     | P | W | T | L | GF | GA | GD  | Point |
| -------- | - | - | - | - | -- | -- | --- | ----- |
| Tyskland | 2 | 2 | 0 | 0 | 51 | 1  | +50 | 4     |
| Ungarn   | 2 | 1 | 0 | 1 | 7  | 24 | -17 | 2     |
| USA      | 2 | 0 | 0 | 2 | 3  | 36 | -33 | 0     |

|          |        |        |
| Tyskland | 22 – 0 | Ungarn |
| Ungarn   | 7 – 2  | USA    |
| Tyskland | 29 – 1 | USA    |

#### Gruppe B
| Team     | P | W | T | L | GF | GA | GD  | Point |
| -------- | - | - | - | - | -- | -- | --- | ----- |
| Østrig   | 2 | 2 | 0 | 0 | 32 | 6  | +26 | 4     |
| Schweiz  | 2 | 1 | 0 | 1 | 11 | 20 | -9  | 2     |
| Rumænien | 2 | 0 | 0 | 2 | 9  | 26 | -17 | 0     |

|         |        |          |
| Østrig  | 18 – 3 | Rumænien |
| Schweiz | 8 – 6  | Rumænien |
| Østrig  | 14 – 3 | Schweiz  |

### Klassifikation 5/6
|          |        |     |
| Rumænien | 10 – 3 | USA |

### Sidste runde
| Team     | P | W | T | L | GF | GA | GD  | Point |
| -------- | - | - | - | - | -- | -- | --- | ----- |
| Tyskland | 3 | 3 | 0 | 0 | 45 | 18 | +27 | 6     |
| Østrig   | 3 | 2 | 0 | 1 | 28 | 23 | +5  | 4     |
| Schweiz  | 3 | 1 | 0 | 2 | 22 | 32 | -10 | 2     |
| Ungarn   | 3 | 0 | 0 | 3 | 18 | 40 | -22 | 0     |

|          |        |         |
| Tyskland | 19 – 6 | Ungarn  |
| Østrig   | 11 – 6 | Schweiz |
| Østrig   | 11 – 7 | Ungarn  |
| Tyskland | 16 – 6 | Schweiz |
| Schweiz  | 10 – 5 | Ungarn  |
| Tyskland | 10 – 6 | Østrig  |

## Deltagende lande
Hvert land fik lov til at stille op med et hold på 22 spillere og de var alle berettiget til at deltage.
I alt 105(*) håndboldspillere fra 6 lande deltog i turneringen:
- Østrig (22)
- Tyskland (22)
- Ungarn (16, ud af en trup på 21)
- Rumænien (15, ud af en trup på 20)
- Schweiz (17, ud af en trup på 18)
- USA (13, ud af en trup på 14)

(*) NOTE: Kun spillere som har spillet i mindst en kamp er talt med.
Navnene på alle reservespillerne er ikke kendte.

## Trupper
| Plads | Nation |
| ----- | --- |
| 1     | Tyskland |
| 2     | Østrig |
| 3     | Schweiz |
|       | Max Blösch Rolf Fäs Burkhard Gantenbein Willy Gysi Erland Herkenrath (Grasshopper-Club Zürich) Ernst Hufschmid Willy Hufschmid Werner Meyer (Abstinenten Basel) Georg Mischon Willy Schäfer Werner Scheurmann Edy Schmid (Grasshopper-Club Zürich) Erich Schmitt Eugen Seiterle Max Streib Robert Studer Rudolf Wirz |
| 4     | UngarnAntal Benda (UTE) Sándor Cséfai (Elektromos MSE) Ferenc Cziráki (UTE) Miklós Fodor (Elektromos MSE) Lőrinc Galgóczi (UTE) János Koppány (Elektromos MSE) Lajos Kutasi (Elektromos MSE) Tibor Máté (VAC) Imre Páli (UTE) Ferenc Rákosi (Elektromos MSE) Endre Salgó (VAC) István Serényi (VAC) Sándor Szomori (UTE) Gyula Takács (MAFC) Antal Újváry (Elektromos MSE) Ferenc Velkey (Elektromos MSE) |
| 5     | RumænienTræner: Hans Schuschnig (Hermannstädter Turnverein) Péter Facsi (Bukarest) Carol Haffer (Hermannstädter Turnverein) Ludovic Haffer (Hermannstädter Turnverein) Fritz Halmen (Hermannstädter Turnverein) Willi Heidel (Hermannstädter Turnverein) Hans Hermannstädter (Hermannstädter Turnverein) Hans Georg Herzog (Hermannstädter Turnverein) Alfred Höchsmann (Hermannstädter Turnverein) Bruno Holzträger (Mediasch) Willi Kirschner (Hermannstädter Turnverein) Günter Schorsten (Hermannstädter Turnverein) Robert Speck (Hermannstädter Turnverein) Willi Zaharias (Hermannstädter Turnverein) Hans Zikeli (Mediasch) Stefan Zoller (Hermannstädter Turnverein)Dragan Comanescu (Viforul Dacia Bukarest) Fritz Kasemiresch (Mediasch) Stippi Orendi (Kronstadt) Oki Sonntag (Hermannstädter Turnverein) |
| 6     | USAWilliam Alexander Ahlemeyer Walter Bowden Charles C. Dauner Edward John Hagen Joseph Kaylor Fred Leinweber Henry Oehler Otto Oehler Herbert Karl Oehmichen Willy K. Renz Alfred Rosesco Edmund Schallenberg Gerard A. YantzPhilip Schupp |